# Rodman Flender
Rodman Flender (Nueva York, 9 de junio de 1962) es un cineasta y actor estadounidense. Durante su carrera, que inició en la década de 1990, ha dirigido cerca de 40 producciones para cine y televisión y ha aparecido como actor, productor y guionista. Sus créditos como director incluyen filmes como Idle Hands, The Unborn y Leprechaun 2. Ha dirigido además episodios de series de televisión como Ugly Betty, The Office, Suburgatory, Gilmore Girls y Dawson's Creek.

## Filmografía como director

### Cine y televisión
- 2019 - On Becoming a God in Central Florida (1 episodio)
- 2019 - Eat Brains Love[5]
- 2016 - People of Earth (2 episodios)
- 2015 - Scream: The TV Series (2 episodios)
- 2015 - Finding Carter (1 episodio)
- 2014 - Play Nice
- 2014 - Suburgatory (1 episodio)
- 2013 - Super Fun Night (2 episodios)
- 2013 - How to Live with Your Parents (For the Rest of Your Life) (1 episodio)
- 2012 - The Office (2 episodios)
- 2011 - Conan O'Brien Can't Stop
- 2009 - 10 Things I Hate About You (1 episodio)
- 2007 - Nature of the Beast
- 2007 - The Knights of Prosperity (2 episodios)
- 2006 - Just a Phase
- 2006 - Ugly Betty (2 episodios)
- 2006 - The Jake Effect (1 episodio)
- 2005 - Testing Bob
- 2005 - Life as We Know It (1 episodio)
- 2004 - Kat Plus One
- 2004 - Let Them Eat Rock
- 2004 - The O.C. (1 episodio)
- 2002 - My Guide to Becoming a Rock Star (5 episodios)
- 2002 - Push, Nevada (1 episodio)
- 2000 - Gilmore Girls (1 episodio)
- 2000 - Tucker (1 episodio)
- 1999 - Idle Hands
- 1998 - Dawson's Creek (1 episodio)
- 1997 - Party of Five (5 episodios)
- 1996 - Arli$$ (4 episodios)
- 1996 - Dark Skies (1 episodio)
- 1996 - Chicago Hope (1 episodio)
- 1995 - Raising Caines
- 1995 - Tales from the Crypt (2 episodios)
- 1994 - Leprechaun 2
- 1992 - In the Heat of Passion
- 1991 - The Unborn